# Davit Kvačadze
Davit Kvačadze (gruzínsky დავით კვაჭაძე) (* 25. prosince 1951 Tbilisi, Sovětský svaz) je bývalý sovětský a gruzínský rohovník/boxer.

## Sportovní kariéra
Boxovat začal ve 14 letech v rodném Tbilisi pod vedením Gurama Bumbijašviliho v klubu Dinamo jako nadšenec. V Gruzínské SSSR byl box v pozadí zájmu veřejnosti. Nebyli trenéři a tak spolupracuje se svým starším bratrem Rolandem nejprve v armádě a později při vysoké škole ve sportovní organizaci Burevestnik. Jako boxerský samouk si prakticky vytvořil vlastní styl boje. Průlom v jeho sportovní kariéře nastává v roce 1975, kdy se trenérem boxerské sekce Burevestniku stává Rus Konstantin Kopcev. V roce 1976 poprvé uspěl na sovětském mistrovství a po olympijských hrách v Montréalu se s pomocí Kopceva propracoval do sovětské reprezentace. V roce 1980 jako první gruzínský boxer startoval na olympijských hrách v Moskvě. V polotěžké váze však skončily jeho naděje na medaili ve čtvrtfinále na Jugoslávci Slobodanu Kačarovi. Sportovní kariéru ukončil v roce 1981. Věnoval se trenérské práci v Tbilisi a Leningradu. Po vzniku Gruzínského boxerského svazu v roce 1993 je jeho hlavním činnovníkem.

## Výsledky
| Turnaj             | 1977           | 1978           | 1979           | 1980           |
| Turnaj             | 26             | 27             | 28             | 29             |
| Turnaj             | polotěžká váha | polotěžká váha | polotěžká váha | polotěžká váha |
| ------------------ | -------------- | -------------- | -------------- | -------------- |
| Olympijské hry     |                |                |                | úč.            |
| Mistrovství světa  |                | —              |                |                |
| Mistrovství Evropy | 1.             |                | —              |                |